# Esthemopsis talamanca
Esthemopsis talamanca is een vlindersoort uit de familie van de prachtvlinders (Riodinidae), onderfamilie Riodininae.
Esthemopsis talamanca werd in 2007 beschreven door Hall, J & Harvey.